# Gilbert Harman
Gilbert Harman (East Orange (New Jersey), 26 mei 1938 – Princeton (New Jersey), 13 november 2021) was een Amerikaans filosoof. Hij heeft bijdragen geleverd op het gebied van ethiek, kennisleer, metafysica, taalfilosofie en filosofie van de geest.

## Levensloop
Harman werd geboren in 1938 en studeerde aan het Swarthmore College in Swarthmore in Pennsylvania en aan de Harvard-universiteit, waar hij in 1963 promoveerde in de filosofie bij Willard Van Orman Quine.   
Harman was van 1963 tot 2017 hoogleraar aan de Princeton-universiteit. Samen met de cognitiewetenschapper George Armitage Miller leidde hij het Princeton University Cognitive Science Laboratory. Zijn dochter Elizabeth Harman is ook verbonden aan de filosofische faculteit van Princeton. 
Harman leed aan de ziekte van Alzheimer. Hij overleed na een lang ziekbed in zijn huis in Princeton op 83-jarige leeftijd.

## Werk
Met zijn promotor W.V. Quine deelde Harman de opvatting dat filosofie en wetenschap een continuüm zijn en dat men sceptisch dient te staan tegenover conceptuele analyse. Hij verwoordde dit in 1999 in Reasoning, Meaning and Mind. Op het gebied van de ethiek is hij het best bekend door zijn verklarende argumentatie voor een antirealisme en voor zijn verdediging van het ethisch relativisme. Dit heeft hij in 1996 uitgewerkt in Moral Relativism and Moral Objectivity, waarin hij zijn positie tegenover moraal uiteenzette. Kenmerkend voor hem was dat hij in dat boek ook een van zijn critici aan het woord liet, Judith Jarvis Thomson.
Op het gebied van de filosofie van de geest heeft Harman samen met Wilfrid Sellars een vorm van functionalisme als een betekenistheorie uitgewerkt, hierbij voortbouwend op Wittgensteins idee van Meaning as use.
In 1978 werd hem de Guggenheim Fellowship for Humanities toegekend. In 2005 ontving Gilbert Harman de Jean Nicod Prijs voor zijn bijdragen op het gebied van de filosofie van de geest. In 2009 reikte Princeton hem de Behrman Award uit voor zijn uitzonderlijke prestaties in de geesteswetenschappen. Hij was een fellow van de American Academy of Arts and Sciences.

## Publicaties
- 1972 Semantics of Natural Language, met Donald Davidson (redactie), D. Reidel.
- 1973 Thought, Princeton.
- 1974 On Noam Chomsky: Critical Essays, (redactie) Anchor.
- 1975 The Logic of Grammar, met Donald Davidson (redactie), Dickenson.
- 1977 The Nature of Morality: An Introduction to Ethics, Oxford.
- 1986 Change in View: Principles of Reasoning, MIT.
- 1990 Scepticism and the Definition of Knowledge, Garland.
- 1993 Conceptions of the Human Mind: Essays in Honor of George A. Miller (redactie), Laurence Erlbaum.
- 1996 Moral Relativism and Moral Objectivity met Judith Jarvis Thomson, Blackwell.
- 1999 Reasoning, Meaning and Mind, Clarendon.
- 2000 Explaining Value and Other Essays in Moral Philosophy, Clarendon.
- 2007 Reliable Reasoning: Induction and Statistical Learning Theory, met Sanjeev Kulkarni, MIT Press.
- 2012 An Elementary Introduction to Statistical Learning Theory, met Sanjeev Kulkarni, Wiley.